# Les P'tits Vélos
Pour plus de détails, voir Fiche technique et Distribution.
Les P'tits Vélos (Il prete bello) est un film dramatique franco-italien réalisé par Carlo Mazzacurati et sorti en 1989.
Il s'agit d'une adaptation de l'ouvrage Odeur de sainteté (Il prete bello) de Goffredo Parise paru en 1954.

## Synopsis
Dans la Vénétie clérico-fasciste d'avant-guerre, deux garçons grandissent dans un environnement imprégné du conformisme des adultes.

## Fiche technique
Sauf indication contraire, les informations mentionnées dans cette section peuvent être confirmées par la base de données cinématographiques Unifrance,  présente dans la section « Liens externes ».
- Titre français : Les P'tits Vélos[2]
- Titre original : Il prete bello[3]
- Réalisateur : Carlo Mazzacurati
- Scénario : Franco Bernini, Carlo Mazzacurati, Enzo Monteleone, Mirco Garrone (it) (collaboration) d'après le roman Odeur de sainteté de Goffredo Parise
- Photographie : Giuseppe Lanci
- Montage : Mirco Garrone (it)
- Musique : Fiorenzo Carpi
- Décors : Giancarlo Basili, Leonardo Scarpa (it)
- Costumes : Maria Rita Barbera
- Maquillage : Gianfranco Mecacci
- Production : Valerio De Paolis
- Société de production : Nickelodeon, Rai 3, Partner's Production
- Pays de production :  Italie -  France
- Langue originale : italien
- Format : Couleurs
- Durée : 93 minutes
- Genre : Drame, chronique historique / satire sociale[2]
- Dates de sortie :
  - Italie : 15 septembre 1989
  - France : 4 juillet 1990[2]

## Distribution
- Massimo Santelia : Sergio
- Davide Torsello : Cena
- Roberto Citran : Don Gastone
- Adriana Asti : Immacolata
- Jessica Forde : Fedora
- Marco Messeri : Nello Pannocchieschi, « le comptable »
- Amy Werba
- Antonio Petrocelli (it) : Tiziano
- Sergio Vastano (it) : Dr. Brusanti, le journaliste
- Silvana De Santis : Camilla
- Luisa De Santis (it)
- Raoul Billerey

## Accueil critique
D'après Gian Piero Brunetta (it) dans son ouvrage  Cent'anni cinema italiano, « Le réalisateur padouan se mesure (...) à une terre redécouverte et rêvée avec une intensité que seuls les réalisateurs d'Émilie-Romagne ont semblé capables de porter à l'écran (...) à une Vénétie inédite pour le cinéma, un paradis perdu des pauvres ».
Selon Il Mereghetti, « Le deuxième long métrage de Mazzacurati déçoit également en tant que reconstitution d'époque, et ne dépasse pas les catégories de mignon et d'inutile ».
Selon Il Morandini, « Réalisé avec élégance et sensibilité, mais faible dans son évocation du passé, sans surprises ».